# Duc de Feltre
Duc de Feltre est un  titre français  de la noblesse d'Empire créé en 1809 en faveur de Henri Jacques Guillaume Clarke (1765-1818). Éteint une première fois en 1852 avec son fils Edgard Clarke (1799-1852), 2e duc de Feltre, le titre fut recréé en 1864 en faveur de Charles-Marie-Michel de Goyon, petit-fils d'Henriette Clarke (fille du premier duc). Le titre de duc de Feltre s'éteint en 2021 avec Michel de Goyon, 5e et dernier duc de Feltre, mort sans descendance agnatique survivante.

## Histoire

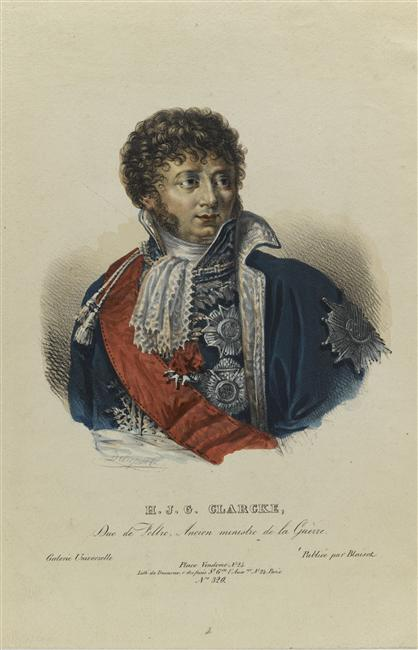
Henri Jacques Guillaume Clarke, 1er duc de Feltre par Henri Horace Roland Delaporte.

Armes de la famille de Goyon ducs de Feltre : de gueules à trois épées hautes et rangée d'argent, garnies d'or ; au chef brochant, des ducs d'Empire, de gueules, semé d'étoiles d'argent.

Le titre de duc de Feltre renvoie à Feltre, commune de la province de Belluno dans la région Vénétie en Italie.
Créé par décret du 15 août 1809 en faveur de Henri Jacques Guillaume Clarke, ministre de la Guerre de Napoléon Ier le titre de duc de Feltre s'éteignit une première fois en 1852 avec son fils Edgard Clarke 2e duc de Feltre, décédé sans postérité.
Par décret du 2 juillet 1864 et lettres patentes du 17 septembre 1865 de Napoléon III, le titre de duc de Feltre fut rétabli en faveur de Charles-Marie-Michel de Goyon, (petit-fils d'Henriette Clarke, fille du premier duc) et de ses descendants en ligne masculine par ordre de primogéniture,,.
Le titre de duc de Feltre s'est éteint en 2021 avec Michel de Goyon (1935-2021), 5e duc de Feltre, décédé le 11 mai 2021, ne laissant à son décès qu'une fille, Leslie Ann de Goyon de Feltre (née en 1968 à Kansas City, États-Unis), née de son mariage (le 20 février 1965 à New-York, États-Unis) avec Barbara Ann Walton Baker (Il eut également un fils, Michel de Goyon de Feltre, né à Neuilly-sur-Seine, le 25 décembre 1965, décédé en 1977).

Armes de la famille de Goyon ducs de Feltre : Parti : au 1er de gueules à trois épées hautes et rangée d'argent, garnies d'or ; au 2e de gueules au lion d'or ; au chef brochant, des ducs d'Empire, de gueules, semé d'étoiles d'argent.

## Liste des ducs de Feltre
Famille Clarke :
- 1809 : Henri Jacques Guillaume Clarke (1765-1818), 1er duc de Feltre dont de son mariage en 2e noces  le  le 26 janvier 1799 avec Marie-Françoise Zaepffel :
- 1818 : Edgar Clarke (1799-1852), 2e duc de Feltre.

Famille de Goyon :
- 1864 : Charles-Marie-Michel de Goyon (1844-1930), 3e duc de Feltre, député des Côtes-du-Nord de 1876 à 1889, marié à Jeanne-Marie-Léonie de Cambacérès, dont :
- 1930 : Auguste de Goyon (1884-1957), 4e duc de Feltre, président de la chambre d'agriculture des Côtes-du-Nord, marié avec Helen Seton (1893-1983), dont :
- 1957 : Michel de Goyon (1935-2021), 5e et dernier duc de Feltre, marié en 1965 avec Barbara Ann Walton Baker (Américaine) :
  - Michel de Goyon, né à Neuilly-sur-Seine, le 25 décembre 1965, mort en 1977 à l'age de 12 ans.[réf. nécessaire]
  - Leslie Ann de Goyon, née en 1968 à Kansas City (USA), mariée à Michael J. Bauer, colonel de l'US Air Force.